# Lamongerie
Lamongerie är en kommun i departementet Corrèze i regionen Nouvelle-Aquitaine i de centrala delarna av Frankrike. Kommunen ligger  i kantonen Uzerche som tillhör arrondissementet Tulle. År 2022 hade Lamongerie 124 invånare.

## Befolkningsutveckling
Antalet invånare i kommunen Lamongerie
Referens:INSEE